# 12775 Брекетт
12775 Брекетт (12775 Brackett) — астероїд головного поясу, відкритий 12 серпня 1994 року.
Тіссеранів параметр щодо Юпітера — 3,347.